# سان مارتینو کاناوزه
سان مارتینو کاناوزه (به ایتالیایی: San Martino Canavese) یک کومونه در ایتالیا است که در استان تورین واقع شده‌است. سان مارتینو کاناوزه ۹٫۸ کیلومتر مربع مساحت و ۸۶۵ نفر جمعیت دارد و ۳۸۵ متر بالاتر از سطح دریا واقع شده‌است.